# Kanupolo-Weltmeisterschaften 2000
Die Kanupolo-Weltmeisterschaften 2000 fanden vom 6. bis 10. Juli in São Paulo in Brasilien statt. Im Wettbewerb der Männer nahmen 17 Nationen teil, im Wettbewerb der Damen insgesamt 10 Nationen.

Die deutschen Damen wurden Weltmeisterinnen in der Besetzung Katja Kraus, Anne Reimers,  Ina Hertramph, Diane Kempin, Tina Weber, Ortrud Schauermann und Sabine Voss. Es war der erste Weltmeistertitel, den eine deutsche Mannschaft bei diesem Wettbewerb errungen hat.
Die deutschen Herren konnten sich die Bronze-Medaille sichern.

## Ergebnisse
| Kategorie | Gold                   | Silber                 | Bronze      |
| --------- | ---------------------- | ---------------------- | ----------- |
| Männer    | Vereinigtes Königreich | Niederlande            | Deutschland |
| Frauen    | Deutschland            | Vereinigtes Königreich | Frankreich  |